# Autòmat cel·lular quàntic
Un autòmat cel·lular quàntic és un model de computació quàntica equivalent al model clàssic d'autòmat cel·lular que va introduir John von Neumann.

## Orígens
Arrenca quan John von Neumann comença l'axiomatització de la mecànica quàntica i s'adona en 1926 que un sistema quàntic es podia considerar com un punt en un espai anomenat Hilbert, anàleg a la 6N fase de dimensió d'espai (on N és el nombre de partícules, 3 coordenades generals i 3 moments canònics per a cada) de mecànica clàssica però amb infinites més dimensions en comptes (corresponents a la infinitat de possibles estats del sistema): les quantitats de la física tradicional (per exemple, posició i moment) podien ser representades com operadors lineals particulars operant en aquests espais.

## Utilitat
Mitjançant aquest paradigma es desenvolupen dispositius que aprofiten els fenòmens de confinament i pou quàntic.